# Мирза Мухаммед Хусейн Сайфи Казвини

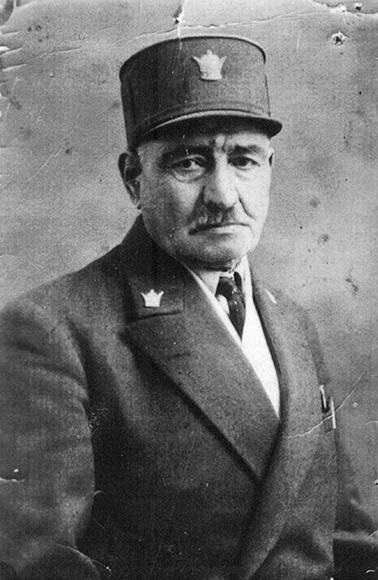

Мирза Мухаммед Хусейн Сайфи Казвини (перс. میرزا محمدحسین سیفی قزوینی‎; род.1868 —  ум. 1936) — персидский государственный деятель и  писатель, поэт, каллиграф.

## Жизнь
Мирза Мухаммед Хусейн Сайфи Казвини родился в 1868 году в Казвине. Начальное образование он получил в Казвине и прежде, чем переехать в Тегеран, некоторое время жил в Ираке и Мешхеде, совершенствуя свои навыки в каллиграфии. Его руке принадлежит рукопись «Шахнаме» Фирдоуси, созданная по заказу Музаффар ад-дин-шаха, после выполнения которой монарх наградил его титулом ‘Имад ал-куттаб. Затем каллиграф занял пост мунши в Министерстве печати. Во время правления Ахмад-шаха он стал работать в Министерстве внутренних дел, совмещая эту должность с преподаванием каллиграфии шаху. В довольно зрелом возрасте мастер письма вступил в ряды тайной группировки «Комите-йи муджазат» («Комитет наказаний»), основная цель которой была уничтожить английских ставленников в Иране. Каллиграф отвечал там за выпуск ночных пропагандистских листовок. Спустя какое-то время из-за предательства одного из членов группы главари были арестованы в их числе оказался и Мухаммед Хусейн. Освободили его лишь при Риза-шахе.
В 1936 году каллиграф умер в возрасте семидесяти пяти лет. ;  Большинство его работ были подарены Национальной библиотеке,
располагающейся в Тегеране, его дочерью, Мулук ‘Имад. 

## Творчество
Каллиграф владел практически всеми почерками, но лучше всего наста‘ликом. Был последователем стиля Калхура, и считается, что в своем мастерстве он уступает лишь ему. ‘Имад ал-куттаб воспитал огромное количество последователей, из числа которых можно назвать Хасана Зарринхатта (1895 — 1979 гг.), Мирзу Ибрахима Бузари (1897 — 1987 гг.) и ‘Али Акбара Каве Хакики (1905 — 1991 гг.).
Главным вкладом Мухаммед Хусейна в исследуемое искусство было создание, упоминавшегося выше самоучителя по каллиграфии, вышедшего в свет под названием «Расм ал-машк» («Правила письма»). Кроме того его руке принадлежит большое количество рукописных и эпиграфических работ. Например, из их числа можно назвать: «Тарджи‘банд» Хатифа Исфахани (ум. в 1783 г.), новые надписи над входом в медресе Сипахсалар в Тегеране и на надгробном камне Фирдоуси в Тусе. Мастер письма владел арабским языком и сочинял стихи как на нем, так и на родном персидском. Кроме того он был талантливым музыкантом и художником, создавшим свои картины акварелью и техникой гризайли.